# HD 188088
HD 188088，又名CD-2415668，SAO 188692、HR 7578，是一颗恒星，视星等为6.18，位于銀經17.18，銀緯-23.91，其B1900.0坐标为赤經19h 48m 18.4s，赤緯-24° -23.91′ 23″。